# Determinant

Absolutní hodnota determinantu matice udává obsah rovnoběžníku, jehož hrany určují sloupce (nebo řádky) matice.

Determinant čtvercové matice je skalár, který je funkcí prvků matice. Charakterizuje některé vlastnosti matice a s ní souvisejícího lineárního zobrazení. Determinant je nenulový, právě když je matice regulární a zobrazení je isomorfismus. Determinant součinu matic je součinem jejich determinantů.
Determinant matice {\displaystyle {\boldsymbol {A}}} s prvky {\displaystyle a_{ij}} se značí {\displaystyle \det({\boldsymbol {A}})} nebo pomocí svislých čar kolem zápisu prvků matice:
{\displaystyle {\begin{vmatrix}a_{11}&a_{12}&\cdots &a_{1n}\\a_{21}&a_{22}&\cdots &a_{2n}\\\vdots &\vdots &\ddots &\vdots \\a_{n1}&a_{n2}&\cdots &a_{nn}\end{vmatrix}}}
Mezi další zápisy patří zkrácená forma {\displaystyle |{\boldsymbol {A}}|}, případně {\displaystyle |a_{ij}|}. Je-li parametrem jen jedna matice, není třeba psát závorky: {\textstyle \det {\boldsymbol {A}}}.
Determinanty se vyskytují v mnoha oblastech matematiky. Pokud je matice tvořena koeficienty soustavy lineárních rovnic, má soustava jednoznačné řešení, právě když je determinant nenulový. V tomto případě je možné vyjádřit každou složku řešení podílem dvou determinantů (Cramerovo pravidlo). Determinanty se používají pro definici charakteristického polynomu matice a k následnému určení vlastních čísel a vlastních vektorů. Při substituci ve vícerozměrném integrálu umožňuje determinant Jacobiho matice provést přechod z kartézských do křivočarých souřadnic. V geometrii vyjadřuje absolutní hodnota determinantu obsah rovnoběžníku a objem rovnoběžnostěnu. Pomocí determinantu je v praxi zapisován vektorový součin a s ním související pojmy, například rotace vektorového pole.

## Definice
Determinant čtvercové matice {\displaystyle {\boldsymbol {A}}} řádu {\displaystyle n} s prvky z libovolného tělesa {\displaystyle K} (např. reálných či komplexních čísel) nebo komutativního okruhu lze nadefinovat různými způsoby.

### Leibnizova formule
Gottfried Leibniz definoval determinant výrazem:
{\displaystyle \det {\boldsymbol {A}}=\sum _{\sigma \in S_{n}}\operatorname {sgn}(\sigma )\prod _{i=1}^{n}{a}_{i,\sigma (i)}}
Součet se počítá přes všechny permutace {\displaystyle \sigma } čísel {\displaystyle \{1,2,\ldots ,n\}} a {\displaystyle \operatorname {sgn}(\sigma )} značí znaménko permutace {\displaystyle \sigma }: sudé permutace mají znaménko {\displaystyle +1}, a liché {\displaystyle -1}.
Tento vzorec obsahuje {\displaystyle n!} (faktoriál) sčítanců, což jej s růstem {\displaystyle n} rychle činí prakticky nepoužitelným pro výpočet. V praxi se proto používají jiné způsoby výpočtu.
Vzorec lze také vyjádřit pomocí Levi-Civitova symbolu {\displaystyle \varepsilon _{j_{1}j_{2}\cdots j_{n}}} jako
{\displaystyle \det {\boldsymbol {A}}=\sum _{j_{1},j_{2},...,j_{n}}\varepsilon _{j_{1}j_{2}\cdots j_{n}}a_{1j_{1}}a_{2j_{2}}\cdots a_{nj_{n}}=\sum _{j_{1},j_{2},...,j_{n}}\varepsilon _{j_{1}j_{2}\cdots j_{n}}a_{j_{1}1}a_{j_{2}2}\cdots a_{j_{n}n}}
Pro okrajový případ prázdné matice řádu 0 se determinant definuje 1 (existuje právě jedna permutace prázdné množiny a prázdný součin je 1).

### Rekurentní předpis
Determinant matice řádu 1 je roven jejímu jedinému prvku, neboli {\displaystyle \det {\boldsymbol {A}}=a_{11}}.
Determinant matice řádu {\displaystyle n>1} je dán rekurentně předpisem:
{\displaystyle \det {\boldsymbol {A}}=\sum _{i=1}^{n}(-1)^{i+1}a_{i1}A_{i1}},
kde {\displaystyle A_{i1}} je determinant matice řádu {\displaystyle n-1}, která vznikne z matice {\displaystyle {\boldsymbol {A}}} vynecháním i-tého řádku a prvního sloupce
Uvedený postup se nazývá Laplaceův rozvoj podle prvního sloupce.

### Axiomatická definice
Zobrazení {\displaystyle \det \colon K^{n\times n}\to K} z prostoru čtvercových matic do příslušného tělesa {\displaystyle K} zobrazuje libovolnou matici zapsanou po sloupcích {\displaystyle {\boldsymbol {A}}=(v_{1},\ldots ,v_{n})} na její determinant, pokud splňuje následující tři Weierstrassovy axiomy:
- Je multilineární, tj. lineární v každém sloupci:

Pro všechny vektory {\displaystyle v_{1},\dots ,v_{n},w\in K^{n}} platí:
{\displaystyle {\begin{aligned}&\det(v_{1},\ldots ,v_{i-1},v_{i}+w,v_{i+1},\ldots ,v_{n})\\&=\det(v_{1},\ldots ,v_{i-1},v_{i},v_{i+1},\ldots ,v_{n})+\det(v_{1},\ldots ,v_{i-1},w,v_{i+1},\ldots ,v_{n})\end{aligned}}}
Pro všechny vektory {\displaystyle v_{1},\ldots ,v_{n}\in K^{n}} a všechny skaláry {\displaystyle r\in K} platí:
{\displaystyle \det(v_{1},\ldots ,v_{i-1},r\cdot v_{i},v_{i+1},\ldots ,v_{n})=r\cdot \det(v_{1},\ldots ,v_{i-1},v_{i},v_{i+1},\ldots ,v_{n})}
- Je alternující (střídavá), tj. pokud se dva sloupce matice shodují, je determinant roven 0:

Pro všechny vektory {\displaystyle v_{1},\ldots ,v_{n}\in K^{n}} a všechny dvojice indexů {\displaystyle i,j\in \{1,\ldots ,n\},i\neq j}:
{\displaystyle \det(v_{1},\ldots ,v_{i-1},v_{i},v_{i+1},\ldots ,v_{j-1},v_{i},v_{j+1}\ldots ,v_{n})=0}
Z toho vyplývá, že při záměně dvou sloupců se znaménko změní:
Pro všechny vektory {\displaystyle v_{1},\ldots ,v_{n}\in K^{n}} a všechny dvojice indexů {\displaystyle i,j\in \{1,\ldots ,n\},i\neq j}:
{\displaystyle \det(v_{1},\ldots ,v_{i},\ldots ,v_{j},\ldots ,v_{n})=-\det(v_{1},\ldots ,v_{j},\ldots ,v_{i},\ldots ,v_{n})}
Tento vztah se často používá k definici střídavosti, ale ekvivalentní s výše uvedeným, jen pokud má příslušné těleso charakteristiku různou od 2.
- Je normalizovaná, tj. jednotková matice má determinant 1:

{\displaystyle \det \mathbf {I} =1}.
Karl Weierstrass dokázal v roce 1864, ale patrně již dříve, že normalizovaná alternující multilineární forma {\displaystyle \det } na algebře čtvercových matic řádu {\displaystyle n} vždy existuje a je jednoznačná. 

## Ukázky

### Matice řádu 2
Na dvouprvkové množině jsou dvě permutace: sudá identita {\displaystyle (1,2)} a lichá transpozice {\displaystyle (2,1)}. Podle Leibnizovy formule i rekurentního předpisu dostáváme vzorec pro determinant:

Výpočet determinantu Sarrusovým pravidlem

{\displaystyle \det {\boldsymbol {A}}={\begin{vmatrix}a_{11}&a_{12}\\a_{21}&a_{22}\\\end{vmatrix}}=a_{11}a_{22}-a_{21}a_{12}}
Ukázka výpočtu determinantu:
{\displaystyle \det {\begin{pmatrix}3&7\\1&-4\end{pmatrix}}={\begin{vmatrix}3&7\\1&{-4}\end{vmatrix}}=3\cdot (-4)-7\cdot 1=-19.}

### Matice řádu 3
Pro matici {\displaystyle {\boldsymbol {A}}} řádu 3 má Leibnizův vzorec šest členů. Tři odpovídají sudým permutacím {\displaystyle (1,2,3)}, {\displaystyle (2,3,1)}, {\displaystyle (3,1,2)}, zatímco zbývající tři lichým {\displaystyle (1,3,2)}, {\displaystyle (2,1,3)}, {\displaystyle (3,2,1)}:
{\displaystyle \det {\boldsymbol {A}}={\begin{vmatrix}a_{11}&a_{12}&a_{13}\\a_{21}&a_{22}&a_{23}\\a_{31}&a_{32}&a_{33}\\\end{vmatrix}}=a_{11}a_{22}a_{33}+a_{12}a_{23}a_{31}+a_{13}a_{21}a_{32}-a_{11}a_{23}a_{32}-a_{12}a_{21}a_{33}-a_{13}a_{22}a_{31}\,}
Permutace {\displaystyle (1,2,3)} odpovídá sčítanci {\displaystyle +a_{11}a_{22}a_{33}}, zatímco {\displaystyle (1,3,2)} odpovídá členu {\displaystyle -a_{11}a_{23}a_{32}} apod.
Ukázka výpočtu determinantu:
{\displaystyle {\begin{vmatrix}0&1&2\\3&2&1\\1&1&0\end{vmatrix}}=0\cdot 2\cdot 0+1\cdot 1\cdot 1+2\cdot 3\cdot 1-0\cdot 1\cdot 1-1\cdot 3\cdot 0-2\cdot 2\cdot 1=0+1+6-4=3}
Rekurentní předpis dává stejný výsledek:
{\displaystyle {\begin{vmatrix}0&1&2\\3&2&1\\1&1&0\end{vmatrix}}=0\cdot {\begin{vmatrix}2&1\\1&0\end{vmatrix}}-3\cdot {\begin{vmatrix}1&2\\1&0\end{vmatrix}}+1\cdot {\begin{vmatrix}1&2\\2&1\end{vmatrix}}}
{\displaystyle =0\cdot (2\cdot 0-1\cdot 1)-3\cdot (1\cdot 0-1\cdot 2)+1\cdot (1\cdot 1-2\cdot 2)=0+6-3=3}
Mnemotechnická pomůcka sloužící k zapamatování postupu výpočtu determinantu třetího řádu se nazývá Sarrusovo pravidlo.

## Vlastnosti
- Determinant jednotkové matice splňuje {\displaystyle \det \mathbf {I} =1}
- Determinant trojúhelníkové matice {\displaystyle {\boldsymbol {A}}} je roven součinu prvků na diagonále:

{\displaystyle \det({\boldsymbol {A}})=a_{11}a_{22}\cdots a_{nn}}.
- Determinant matice {\displaystyle {\boldsymbol {A}}} je roven determinantu transponované matice {\displaystyle {\boldsymbol {A}}^{\mathrm {T} }}:

{\displaystyle \det {\boldsymbol {A}}=\det {\boldsymbol {A}}^{\mathrm {T} }}.
- Pokud je jeden z řádků nebo sloupců nulový, je celý determinant roven nule.
- Pokud lze prvky i-tého řádku matice zapsat jako {\displaystyle c\cdot a_{ij}}, pak platí:

{\displaystyle {\begin{vmatrix}a_{11}&a_{12}&\cdots &a_{1n}\\a_{21}&a_{22}&\cdots &a_{2n}\\\vdots &\vdots &\vdots &\vdots \\ca_{i1}&ca_{i2}&\cdots &ca_{in}\\\vdots &\vdots &\vdots &\vdots \\a_{n1}&a_{n2}&\cdots &a_{nn}\end{vmatrix}}=c\cdot {\begin{vmatrix}a_{11}&a_{12}&\cdots &a_{1n}\\a_{21}&a_{22}&\cdots &a_{2n}\\\vdots &\vdots &\vdots &\vdots \\a_{i1}&a_{i2}&\cdots &a_{in}\\\vdots &\vdots &\vdots &\vdots \\a_{n1}&a_{n2}&\cdots &a_{nn}\end{vmatrix}}},
tzn. determinant je homogenní funkcí (stupně jedna) svých řádků (i sloupců).
- Speciální případ předchozí vlastnosti nastane u matice {\displaystyle {\boldsymbol {B}}}, jejíž prvky lze vyjádřit vynásobením prvků čtvercové matice {\displaystyle {\boldsymbol {A}}} řádu {\displaystyle n} číslem {\displaystyle c}, takže {\displaystyle b_{ij}=c\cdot a_{ij}}. V tomto případě platí:

{\displaystyle \det {\boldsymbol {B}}=c^{n}\det {\boldsymbol {A}}}
- Pro součet determinantů dvou matic, které se vzájemně liší v jednom řádku platí:

{\displaystyle {\begin{vmatrix}a_{11}&a_{12}&\cdots &a_{1n}\\\vdots &\vdots &\vdots &\vdots \\a_{i1}+b_{i1}&a_{i2}+b_{i2}&\cdots &a_{in}+b_{in}\\\vdots &\vdots &\vdots &\vdots \\a_{n1}&a_{n2}&\cdots &a_{nn}\end{vmatrix}}={\begin{vmatrix}a_{11}&a_{12}&\cdots &a_{1n}\\\vdots &\vdots &\vdots &\vdots \\a_{i1}&a_{i2}&\cdots &a_{in}\\\vdots &\vdots &\vdots &\vdots \\a_{n1}&a_{n2}&\cdots &a_{nn}\end{vmatrix}}+{\begin{vmatrix}a_{11}&a_{12}&\cdots &a_{1n}\\\vdots &\vdots &\vdots &\vdots \\b_{i1}&b_{i2}&\cdots &b_{in}\\\vdots &\vdots &\vdots &\vdots \\a_{n1}&a_{n2}&\cdots &a_{nn}\end{vmatrix}}},
neboli determinant je aditivní funkcí svých řádků (i sloupců).
- Aditivita spolu s homogenitou znamenají, že determinant je multilineární formou svých řádků i sloupců.
- Determinant je alternující forma vzhledem k záměně dvou řádků, popř. sloupců, což znamená, že při záměně dvou řádků nebo dvou sloupců se znaménko determinantu změní na opačné.
- Pokud má matice {\displaystyle {\boldsymbol {A}}} dva řádky nebo dva sloupce shodné, pak je {\displaystyle \det {\boldsymbol {A}}=0}.
- Obecněji, pokud je jeden řádek (nebo sloupec) jako lineární kombinací ostatních řádků (sloupců), čili matice je singulární, je její determinant nulový.
- Regulární matice mají nenulový determinant.
- Determinant inverzní matice splňuje {\displaystyle \det \left({\boldsymbol {A}}^{-1}\right)={\frac {1}{\det {\boldsymbol {A}}}}}.
- Determinant součinu čtvercových matic stejného řádu je roven součinu jejich determinantů:

{\displaystyle \det {\boldsymbol {(AB)}}=\det {\boldsymbol {(BA)}}=\det {\boldsymbol {A}}\cdot \det {\boldsymbol {B}}}.
- Součinem determinantů {\displaystyle \det {\boldsymbol {A}}} a {\displaystyle \det {\boldsymbol {B}}} je determinant {\displaystyle \det {\boldsymbol {C}}}, pro který platí

{\displaystyle {\begin{vmatrix}c_{11}&c_{12}&\cdots &c_{1n}\\\vdots &\vdots &\ddots &\vdots \\c_{n1}&c_{n2}&\cdots &c_{nn}\end{vmatrix}}={\begin{vmatrix}a_{11}&a_{12}&\cdots &a_{1n}\\\vdots &\vdots &\ddots &\vdots \\a_{n1}&a_{n2}&\cdots &a_{nn}\end{vmatrix}}\cdot {\begin{vmatrix}b_{11}&b_{12}&\cdots &b_{1n}\\\vdots &\vdots &\ddots &\vdots \\b_{n1}&b_{n2}&\cdots &b_{nn}\end{vmatrix}}},
kde prvky matice {\displaystyle {\boldsymbol {C}}} jsou dány jedním z následujících vztahů
{\displaystyle c_{ik}=\sum _{j=1}^{n}a_{ij}b_{kj}}, tzn. násobí se řádky matice {\displaystyle {\boldsymbol {A}}} s řádky matice {\displaystyle {\boldsymbol {B}}},
{\displaystyle c_{ik}=\sum _{j=1}^{n}a_{ji}b_{kj}}, tzn. násobí se sloupce matice {\displaystyle {\boldsymbol {A}}} s řádky matice {\displaystyle {\boldsymbol {B}}},
{\displaystyle c_{ik}=\sum _{j=1}^{n}a_{ij}b_{jk}}, tzn. násobí se řádky matice {\displaystyle {\boldsymbol {A}}} se sloupci matice {\displaystyle {\boldsymbol {B}}},
{\displaystyle c_{ik}=\sum _{j=1}^{n}a_{ji}b_{jk}}, tzn. násobí se sloupce matice {\displaystyle {\boldsymbol {A}}} se sloupci matice {\displaystyle {\boldsymbol {B}}}.
- Determinant v euklidovském prostoru je pseudoskalár, při změně ortonormální báze mění znaménko podle toho, zdali se mění orientace báze či nikoliv.

## Geometrický význam determinantu

### Matice řádu 2
Matice řádu dva
{\displaystyle {\boldsymbol {A}}={\begin{pmatrix}a&b\\c&d\end{pmatrix}}}
má determinant
{\displaystyle \det {\boldsymbol {A}}=ad-bc\,}.

Výpočet obsahu rovnoběžníku pomocí determinantu matice.

Jeho absolutní hodnotu lze interpretovat jako obsah rovnoběžníku s vrcholy v bodech {\displaystyle (0,0)}, {\displaystyle {\boldsymbol {a}}_{1}=(a,b)}, {\displaystyle {\boldsymbol {a}}_{2}=(c,d)} a {\displaystyle (a+c,b+d)}, jak je znázorněno na přiloženém diagramu. Znaménko determinantu určuje vzájemnou orientaci vektorů {\displaystyle {\boldsymbol {a}}_{1}} a {\displaystyle {\boldsymbol {a}}_{2}} a to tak, že {\displaystyle \det {\boldsymbol {A}}} je kladný, pokud úhel mezi vektory {\displaystyle {\boldsymbol {a}}_{1}} a {\displaystyle {\boldsymbol {a}}_{2}} měřený v kladném směru (tedy proti směru hodinových ručiček) je menší než {\displaystyle \pi }, a je záporný, pokud je tento úhel větší než {\displaystyle \pi }.
Namísto řádkových vektorů lze vzít i sloupcové.

Objem rovnoběžnostěnu je absolutní hodnotou determinantu matice jejíž řádky (nebo sloupce) jsou vektory, a.

### Matice řádu 3
Podobný geometrický význam jako i determinant matic {\displaystyle {\boldsymbol {B}}=(b_{ij})} řádu tři. Řádkové vektory
{\displaystyle {\boldsymbol {b}}_{1}=(b_{11},b_{12},b_{13}),\,{\boldsymbol {b}}_{2}=(b_{21},b_{22},b_{23}),\,{\boldsymbol {b}}_{3}=(b_{31},b_{32},b_{33})}
určují v třídimenzionálním prostoru rovnoběžnostěn, jehož objem je roven {\displaystyle |\det {\boldsymbol {B}}|}. Pokud je {\displaystyle \det {\boldsymbol {B}}} kladný, tak je posloupnost vektorů {\displaystyle {\boldsymbol {b}}_{1}}, {\displaystyle {\boldsymbol {b}}_{2}}, {\displaystyle {\boldsymbol {b}}_{3}} pravotočivá, a je-li záporný, pokud je levotočivá.

### Matice vyšších řádů
V Eukleidovských prostorech vyšších dimenzí lze determinant chápat jako (orientovaný) objem obecného {\displaystyle n}-rozměrného rovnoběžnostěnu, a jeho znaménko jako indikátor orientace (pravotočivosti, respektive levotočivosti) posloupnosti vektorů {\displaystyle {\boldsymbol {b}}_{1},{\boldsymbol {b}}_{2},\ldots ,{\boldsymbol {b}}_{n}}.
Z geometrické interpretace vyplývá, že v případě nulového determinantu má příslušný rovnoběžnostěn nulový objem. To nastane, právě když lze alespoň jeden z vektorů vyjádřit jako lineární kombinaci ostatních. Vektory (ať už řádkové nebo sloupcové) v tomto případě generují prostor dimenze nižší, než je řád matice. Taková matice se nazývá singulární. Naopak matice, jejíž determinant je nenulový, je regulární.

## Metody výpočtu

### Řádkové a sloupcové úpravy matice
Metoda spočívá v provedení úprav matice, které nemění hodnotu determinantu nezmění nebo změní kontrolovaným způsobem a přitom některé prvky matice redukuje na 0, čímž se zjednoduší výpočet hodnoty determinantu. Cílem prováděných úprav je získat horní trojúhelníkovou matici {\displaystyle {\boldsymbol {A}}} (tedy pro {\displaystyle i>j} je {\displaystyle a_{ij}=0}), neboť pro tu platí:
{\displaystyle \det {\boldsymbol {A}}=a_{11}a_{22}\cdots a_{nn}\,},
neboli determinant trojúhelníkové matice je roven součinu prvků na hlavní diagonále matice.
Například determinant matice {\displaystyle {\boldsymbol {B}}}, kterou získáme z matice {\displaystyle {\boldsymbol {A}}} tak, že k libovolnému řádku matice {\displaystyle {\boldsymbol {A}}} přičteme násobek některého z ostatních řádků matice {\displaystyle {\boldsymbol {A}}}, je roven determinantu matice {\displaystyle {\boldsymbol {A}}}, neboli {\displaystyle \det {\boldsymbol {B}}=\det {\boldsymbol {A}}}. Obecněji, přičteme-li k řádku lineární kombinaci ostatních řádků, hodnota determinantu se nezmění. Podobně lze postupovat i pro sloupce.
Kromě toho lze použít i další pravidla, která však mění hodnotu determinantu:
- Pokud {\displaystyle {\boldsymbol {B}}} vznikne z {\displaystyle {\boldsymbol {A}}} výměnou dvou řádku nebo sloupců, potom {\displaystyle \det {\boldsymbol {B}}=-\det {\boldsymbol {A}}\,}.
- Pokud {\displaystyle {\boldsymbol {B}}} vznikne z {\displaystyle {\boldsymbol {A}}} vynásobením řádku nebo sloupce skalárem c, potom {\displaystyle \det {\boldsymbol {B}}=c\det {\boldsymbol {A}}\,}.

Gaussova eliminace udává postup, jak s použitím uvedených pravidel převedeme matici na horní trojúhelníkovou matici. Navíc je garantováno, že stačí provést nejvýše kvadraticky mnoho řádkových úprav vzhledem k řádu matice.
Následující konkrétní ukázka ilustruje výpočet determinantu matice {\displaystyle {\boldsymbol {A}}} pomocí elementárních řádkových úprav:
{\displaystyle {\boldsymbol {A}}={\begin{pmatrix}-1&4&2\\3&1&-1\\-3&2&-2\end{pmatrix}}.}
| Matice          | {\displaystyle {\boldsymbol {B}}={\begin{pmatrix}-1&4&2\\3&1&-1\\0&3&-3\end{pmatrix}}} | {\displaystyle {\boldsymbol {C}}={\begin{pmatrix}-1&4&2\\0&13&5\\0&3&-3\end{pmatrix}}} | {\displaystyle {\boldsymbol {D}}={\begin{pmatrix}-1&4&2\\0&3&-3\\0&13&5\end{pmatrix}}} | {\displaystyle {\boldsymbol {E}}={\begin{pmatrix}-1&4&2\\0&3&-3\\0&0&18\end{pmatrix}}} |
| Získaná úpravou | přičtení druhého řádku k třetímu                                                       | přičtení trojnásobku prvního řádku k druhému                                           | záměna druhého a třetího řádku                                                         | přičtení {\displaystyle -{\frac {13}{3}}} násobku druhého řádku k třetímu              |
| Determinant     | {\displaystyle \|{\boldsymbol {A}}\|=\|{\boldsymbol {B}}\|}                            | {\displaystyle \|{\boldsymbol {B}}\|=\|{\boldsymbol {C}}\|}                            | {\displaystyle \|{\boldsymbol {D}}\|=-\|{\boldsymbol {C}}\|}                           | {\displaystyle \|{\boldsymbol {E}}\|=\|{\boldsymbol {D}}\|}                            |

Z posloupnosti provedených úprav vyplývá {\displaystyle |{\boldsymbol {A}}|=-|{\boldsymbol {E}}|=-((-1)\cdot 3\cdot 18)=54.}

### Laplaceův rozvoj
Metoda odpovídá rekurentní definici determinantu. Je vhodná pro řídké matice neboli matice s mnoha nulovými prvky. Rozvoj podle {\displaystyle i}-tého řádku je dán vzorcem:
{\displaystyle \det {\boldsymbol {A}}=\sum _{j=1}^{n}\ {a}_{ij}(-1)^{i+j}A_{ij}}
kde {\displaystyle {A}_{ij}} je determinant matice, která vznikne z {\displaystyle {\boldsymbol {A}}} odstraněním {\displaystyle i}-tého řádku a {\displaystyle j}-tého sloupce. Takto získaná matice se nazývá podmatice, determinant k ní příslušný se nazývá subdeterminant a člen {\displaystyle (-1)^{i+j}A_{ij}} se nazývá kofaktor.
Rozvoj podle {\displaystyle j}-tého sloupce je dán vzorcem:
{\displaystyle \det {\boldsymbol {A}}=\sum _{i=1}^{n}\ {a}_{ij}(-1)^{i+j}A_{ij}}
(Jediná změna je v použitém sumačním indexu.)

### Výpočetní a bitová složitost
Výpočetní složitost výpočtu determinantu matice řádu {\displaystyle n} z definice Leibnizovou formulí nebo rekurentní aplikací Laplaceova rozvoje je asymptoticky {\displaystyle \operatorname {O} (n!)}, zatímco běžná Gaussova eliminace má složitost pouze {\displaystyle \operatorname {O} (n^{3})} a v některých případech lze postupovat ještě rychleji (viz například Strassenův algoritmus). Proto je výpočetně smysluplné pro rozvoj využívat pouze řádky nebo sloupce, které obsahují jen jeden nenulový prvek, neboť už u dvou prvků v řádku či sloupci je výpočetně efektivnější jeden z nich eliminovat řádkovou nebo sloupcovou úpravou (až na malé matice řádů nejvýše tři).
Kromě složitosti algoritmu lze k porovnání algoritmů použít i další kritéria. Zejména pro aplikace týkající se matic nad okruhy existují algoritmy, které počítají determinant bez jakéhokoli dělení. (Naproti tomu Gaussova eliminace vyžaduje dělení.) Jeden takový algoritmus, který má složitost {\displaystyle \operatorname {O} (n^{4})}, je založen na následující myšlence: Permutace (jako v Leibnizově pravidle) nahradíme takzvanými uzavřenými uspořádanými sledy, v nichž se mohou prvky opakovat. Výsledný součet má více členů než v Leibnizově pravidle, ale v procesu lze několik z těchto součinů znovu použít, takže je efektivnější než naivní výpočet s Leibnizovým pravidlem. Algoritmy lze také hodnotit podle jejich bitové složitosti, tj. kolik bitů přesnosti je potřeba k uložení dočasných hodnot vyskytujících se ve výpočtu. Například metoda Gaussova eliminace (nebo LU rozklad) má výpočetní složitost {\displaystyle \operatorname {O} (n^{3})}, ale bitová délka mezihodnot může být exponenciálně dlouhá. Pro srovnání, Bareissův algoritmus, je metoda s přesným dělením (používá tedy dělení, ale pouze v případech, kdy je lze provést beze zbytku), má asymptoticky stejnou výpočetní složitost, ale bitová složitost zhruba odpovídá {\displaystyle n}-násobku bitové velikosti zápisu původní matice.

## Souvislosti s jinými pojmy

### Vlastní čísla a charakteristický polynom
Determinant úzce souvisí s vlastními čísly a charakteristickým polynomem matice. Charakteristický polynom matice {\displaystyle {\boldsymbol {A}}} v proměnné {\displaystyle t} je definován výrazem:
{\displaystyle \chi _{\boldsymbol {A}}(t)=\det({\boldsymbol {A}}-t\mathbf {I} )}
kde {\displaystyle \mathbf {I} } je jednotková matice stejného řádu jako {\displaystyle {\boldsymbol {A}}} . Vlastní čísla matice {\displaystyle {\boldsymbol {A}}} jsou právě všechny kořeny tohoto polynomu, tj. taková čísla {\displaystyle \lambda } ze stejného oboru jako prvky matice, splňující:
{\displaystyle \chi _{\boldsymbol {A}}(\lambda )=0.}
Je-li {\displaystyle {\boldsymbol {A}}} matice řádu {\displaystyle n} s vlastními čísly {\displaystyle \lambda _{1},\lambda _{2},\ldots ,\lambda _{n}} (zde se rozumí, že vlastní číslo s algebraickou násobností {\displaystyle k} se v tomto seznamu vyskytuje {\displaystyle k}-krát), pak determinant matice {\displaystyle {\boldsymbol {A}}} je součin všech jejích vlastních čísel:
{\displaystyle \det({\boldsymbol {A}})=\prod _{i=1}^{n}\lambda _{i}=\lambda _{1}\lambda _{2}\cdots \lambda _{n}}.

### Pozitivně definitní matice
Hermitovská matice je pozitivně definitní, pokud jsou všechna její vlastní čísla kladná. Uvedená vlastnost je podle Sylvesterova kritéria ekvivalentní podmínce, že determinanty podmatic
{\displaystyle {\boldsymbol {A}}_{k}={\begin{pmatrix}a_{11}&a_{12}&\cdots &a_{1k}\\a_{21}&a_{22}&\cdots &a_{2k}\\\vdots &\vdots &\ddots &\vdots \\a_{k1}&a_{k2}&\cdots &a_{kk}\end{pmatrix}}}
jsou kladné pro všechna {\displaystyle k\in \{1,\dots ,n\}}.

### Podobné matrice
Matice {\displaystyle {\boldsymbol {A}}} a {\displaystyle {\boldsymbol {B}}} jsou si navzájem podobné, pokud existuje regulární matice {\displaystyle {\boldsymbol {R}}} taková, že {\displaystyle {\boldsymbol {A}}={\boldsymbol {R}}^{-1}{\boldsymbol {BR}}}. Determinanty podobných matic jsou shodné, protože
{\displaystyle \det {\boldsymbol {A}}=\det \left({\boldsymbol {R}}^{-1}{\boldsymbol {B}}{\boldsymbol {R}}\right)=\det({\boldsymbol {R}}^{-1})\cdot \det {\boldsymbol {B}}\cdot \det {\boldsymbol {R}}=\left(\det {\boldsymbol {R}}\right)^{-1}\cdot \det {\boldsymbol {B}}\cdot \det {\boldsymbol {R}}=\det {\boldsymbol {B}}}.
Z uvedeného vyplývá, že je-li {\displaystyle f\colon V\to V} lineární zobrazení na vektorovém prostoru {\displaystyle V} konečné dimenze, potom volba báze nijak neovlivní hodnotu determinantu matice tohoto zobrazení.

### Stopa
Stopa {\displaystyle \operatorname {tr} {\boldsymbol {A}}} matice {\displaystyle {\boldsymbol {A}}} je definována jako součtem prvků na diagonále {\displaystyle {\boldsymbol {A}}}. Pokud počet vlastních čísel (včetně násobnosti) odpovídá řádu matice, je stopa rovna součtu vlastních čísel. Pro matice nad algebraicky uzavřenými tělesy, např. pro komplexní matice {\displaystyle {\boldsymbol {A}}} proto platí:
{\displaystyle \det(\exp {\boldsymbol {A}})=\exp(\operatorname {tr} {\boldsymbol {A}})}
a v důsledku pro reálné matice {\displaystyle {\boldsymbol {A}}} platí také:
{\displaystyle \operatorname {tr} {\boldsymbol {A}}=\log(\det(\exp {\boldsymbol {A}}))}
Zde {\displaystyle \exp {\boldsymbol {A}}} označuje maticovou exponenciálu {\displaystyle {\boldsymbol {A}}}, protože každé vlastní číslo {\displaystyle \lambda } matice {\displaystyle {\boldsymbol {A}}} odpovídá vlastnímu číslu {\displaystyle \exp \lambda } matice {\displaystyle \exp {\boldsymbol {A}}}. Konkrétně, pro libovolný logaritmus matice {\displaystyle {\boldsymbol {A}}}, tedy pro každou matici {\displaystyle {\boldsymbol {L}}} vyhovující podmínce:
{\displaystyle \exp {\boldsymbol {L}}={\boldsymbol {A}}}
je determinant matice {\displaystyle {\boldsymbol {A}}} dán vztahem:
{\displaystyle \det {\boldsymbol {A}}=\exp(\operatorname {tr} {\boldsymbol {L}})}.
Například pro matice řádů 2, 3 a 4, resp. platí:
{\displaystyle {\begin{aligned}\det {\boldsymbol {A}}&={\frac {1}{2}}\left(\left(\operatorname {tr} {\boldsymbol {A}}\right)^{2}-\operatorname {tr} \left({\boldsymbol {A}}^{2}\right)\right),\\\det {\boldsymbol {A}}&={\frac {1}{6}}\left(\left(\operatorname {tr} {\boldsymbol {A}}\right)^{3}-3(\operatorname {tr} {\boldsymbol {A}})\operatorname {tr} \left({\boldsymbol {A}}^{2}\right)+2\operatorname {tr} \left({\boldsymbol {A}}^{3}\right)\right),\\\det {\boldsymbol {A}}&={\frac {1}{24}}\left(\left(\operatorname {tr} {\boldsymbol {A}}\right)^{4}-6\operatorname {tr} \left({\boldsymbol {A}}^{2}\right)\left(\operatorname {tr} {\boldsymbol {A}}\right)^{2}+3\left(\operatorname {tr} \left({\boldsymbol {A}}^{2}\right)\right)^{2}+8\operatorname {tr} \left({\boldsymbol {A}}^{3}\right)(\operatorname {tr} {\boldsymbol {A}})-6\operatorname {tr} \left({\boldsymbol {A}}^{4}\right)\right).\end{aligned}}}

## Historie
Historicky byly determinanty (lat. determinare "vymezovat", "určovat") používány dlouho před maticemi. Pojem "matice" vznikl až více než 200 let po prvních úvahách o determinantech. Determinant byl původně definován jako vlastnost soustavy lineárních rovnic. Determinant „určuje“, zda má soustava jednoznačné řešení, což nastává právě když je determinant nenulový. V tomto smyslu byly determinanty poprvé použity v čínské učebnici matematiky Devět kapitol matematického umění (九章算術, kolem 3. století před naším letopočtem). V Evropě byla řešení soustav dvou lineárních rovnic vyjádřena Gerolamem Cardanem v roce 1545 entitou podobnou determinantu.
Přibližně o sto let později Gottfried Wilhelm Leibniz a Takakazu Seki nezávisle na sobě studovali soustavy lineárních rovnic o více neznámých. Seki vydal roku 1683 v Japonsku práci, v níž se snažil podat schematické vzorce řešení soustav rovnic pomocí determinantů a objevil pravidlo pro případ tří neznámých, které odpovídá pozdějšímu Sarrusovu pravidlu. Obdobnou práci o determinantech vydal Leibniz v roce 1693.  
V 18. století se determinanty staly nedílnou součástí technik pro řešení soustav lineárních rovnic. Při studiích průsečíků dvou algebraických křivek vypočítal Gabriel Cramer v roce 1750 koeficienty obecné kuželosečky
{\displaystyle A+By+Cx+Dy^{2}+Exy+x^{2}=0,}
která prochází pěti danými body a zavedl Cramerovo pravidlo (bez důkazu), které je po něm dnes pojmenováno. Tento vzorec používal již Colin Maclaurin pro soustavy rovnic až se čtyřmi neznámými. Několik známých matematiků jako Étienne Bézout, Leonhard Euler, Joseph-Louis Lagrange a Pierre-Simon Laplace se tou dobou primárně zabývalo výpočtem determinantů.
Determinanty jako samostatné funkce studoval jako první Alexandre-Théophile Vandermonde ve své práci o teorii eliminace, dokončené v roce 1771 a zveřejněné v roce 1776. V ní formuloval některá základní tvrzení o determinantech a je proto považován za zakladatele teorie determinantů. Mezi tyto výsledky patřilo například tvrzení, že sudý počet záměn dvou sousedních sloupců nebo řádků nemění znaménko determinantu, zatímco znaménko determinantu se změní s lichým počtem záměn. Pierre-Simon Laplace uvedl v roce 1772 obecnou metodu rozvoje determinantu pomocí doplňkových subdeterminantů. Lagrange se bezprostředně poté zabýval determinanty matic druhého a třetího řádu, aplikoval je na problémy z teorie eliminace a dokázal mnoho speciálních případů obecných identit.
Během svých studií binárních a ternárních kvadratických forem používal Carl Friedrich Gauss schematický zápis matice, aniž jej tak však nazýval. Jako vedlejší efekt svých výzkumů definoval dnešní maticový součin, dospěl k pojmu reciprokých (inverzních) determinantů a pro určité speciální případy ukázal roku 1801 větu o determinantu součinu matic. Zavedl také slovo „determinant“ (Laplace jej nazýval „resultant“), i když ne v současném významu, ale spíše jako diskriminant polynomu pátého stupně.
Dalším významným přispěvatelem je Jacques Philippe Marie Binet, který formálně vyslovil větu o součinu dvou matic o {\displaystyle m} sloupcích a {\displaystyle n} řádcích. Ve speciálním případě {\displaystyle m=n} se tato věta redukuje na větu o součinu. Ve stejný den (30. listopadu 1812), kdy Binet přednesl Akademii svůj příspěvek, přednášel na stejné téma i Augustin-Louis Cauchy. Cauchy začal používat slovo "determinant" v jeho dnešním významu a významně přispěl k tomu, že pro tento pojem termín „determinant“ nakonec převládl. Cauchy dále systematizoval teorii determinantu, shrnul a zjednodušil to, co bylo v té době na toto téma známo, zdokonalil zápis. Zavedl například kofaktory a jasně rozlišoval mezi jednotlivými prvky determinantu a dílčími determinanty různých řádů. Formuloval a dokázal některé věty o determinantech, jako je věta o součinu determinantů nebo její zobecnění, Binetova-Cauchyho formule. Proto lze i Cauchyho považovat za zakladatele teorie determinantu.
Carl Gustav Jacob Jacobi zavedl roku 1841 determinant matice parciálních derivací, který James Joseph Sylvester později nazval Jakobiánem. Ve svých vzpomínkách v Crelle's Journal za rok 1841 se Jacobi speciálně zabývá tímto tématem, stejně jako třídou střídavých funkcí, které Sylvester nazval "alternanty". Přibližně v době vydání posledních Jacobiho pamětí se maticemi začali zabývat Sylvester a Arthur Cayley. Cayley 1841 zavedl moderní zápis determinantu pomocí svislých čar.
Axiomatický popis determinantu jako funkce {\displaystyle n\times n} nezávislých proměnných jako první podal Karl Weierstrass ve svých berlínských přednáškách (nejpozději z roku 1864 a možná ještě před tím), na které pak navázal Ferdinand Georg Frobenius ve svých berlínských přednáškách v letním semestru 1874 a mimo jiné byl pravděpodobně první, kdo systematicky odvodil Laplaceův rozvoj z této axiomatiky.
Na dokončení obecné teorie determinantu navázalo studium speciálních forem determinantů, např. osově symetrických determinantů, cirkulantů, Pfaffiánů, Wronského determinantů, Jakobiánů, Hessiánů a dalších.